# Сент-Обен-дю-Перрон
Сент-Обе́н-дю-Перро́н (фр. Saint-Aubin-du-Perron) — колишній муніципалітет у Франції, у регіоні Нормандія, департамент Манш. Населення — 242 осіб (2011).
Муніципалітет був розташований на відстані близько 280 км на захід від Парижа, 75 км на захід від Кана, 22 км на захід від Сен-Ло.

## Історія
До 2015 року муніципалітет перебував у складі регіону Нижня Нормандія. Від 1 січня 2016 року належав до нового об'єднаного регіону Нормандія.
1 січня 2019 року Сент-Обен-дю-Перрон, Анктевіль, Ла-Ронд-Е, Ле-Менібю, Сен-Мішель-де-ла-П'єрр, Сен-Совер-Ланделен i Водримені було об'єднано в новий муніципалітет Сен-Совер-Віллаж.

## Демографія
Динаміка населення (Insee ):
Розподіл населення за віком та статтю (2006):
| Стать | Всього | До 15 років | 15-24 | 25-44 | 45-64 | 65-85 | Понад 85 |
| --- | ------ | ----------- | ----- | ----- | ----- | ----- | -------- |
| Чоловіки | 112    | 12          | 16    | 24    | 28    | 32    | 0        |
| Жінки | 100    | 8           | 20    | 20    | 24    | 28    | 0        |
| \| Статево-вікова піраміда \| Статево-вікова піраміда \| Статево-вікова піраміда \| \| ----------------------- \| ----------------------- \| ----------------------- \| \| Чоловіки \| Вік \| Жінки \| \| 0 \| 85 + \| 0 \| \| 12 \| 80-84 \| 0 \| \| 8 \| 75-79 \| 12 \| \| 4 \| 70-74 \| 4 \| \| 8 \| 65-69 \| 12 \| \| 0 \| 60-64 \| 4 \| \| 12 \| 55-59 \| 8 \| \| 4 \| 50-54 \| 0 \| \| 12 \| 45-49 \| 12 \| \| 12 \| 40-44 \| 8 \| \| 8 \| 35-39 \| 4 \| \| 0 \| 30-34 \| 4 \| \| 4 \| 25-29 \| 4 \| \| 8 \| 20-24 \| 8 \| \| 8 \| 15-20 \| 12 \| \| 4 \| 10-14 \| 4 \| \| 0 \| 5-9 \| 0 \| \| 8 \| 0-4 \| 4 \| |        |             |       |       |       |       |          |
| Статево-вікова піраміда |        |             |       |       |       |       |          |
| Чоловіки | Вік    | Жінки       |       |       |       |       |          |
| 0 | 85 +   | 0           |       |       |       |       |          |
| 12 | 80-84  | 0           |       |       |       |       |          |
| 8 | 75-79  | 12          |       |       |       |       |          |
| 4 | 70-74  | 4           |       |       |       |       |          |
| 8 | 65-69  | 12          |       |       |       |       |          |
| 0 | 60-64  | 4           |       |       |       |       |          |
| 12 | 55-59  | 8           |       |       |       |       |          |
| 4 | 50-54  | 0           |       |       |       |       |          |
| 12 | 45-49  | 12          |       |       |       |       |          |
| 12 | 40-44  | 8           |       |       |       |       |          |
| 8 | 35-39  | 4           |       |       |       |       |          |
| 0 | 30-34  | 4           |       |       |       |       |          |
| 4 | 25-29  | 4           |       |       |       |       |          |
| 8 | 20-24  | 8           |       |       |       |       |          |
| 8 | 15-20  | 12          |       |       |       |       |          |
| 4 | 10-14  | 4           |       |       |       |       |          |
| 0 | 5-9    | 0           |       |       |       |       |          |
| 8 | 0-4    | 4           |       |       |       |       |          |

## Економіка
2010 року серед 128 осіб працездатного віку (15—64 років) 98 були активними, 30 — неактивними (показник активності 76,6%, у 1999 році було 69,5%). З 98 активних мешканців працювали 93 особи (50 чоловіків та 43 жінки), безробітними було 5 (3 чоловіки та 2 жінки). Серед 30 неактивних 6 осіб було учнями чи студентами, 15 — пенсіонерами, 9 були неактивними з інших причин.

У 2010 році в муніципалітеті числилось 103 оподатковані домогосподарства, у яких проживали 254,0 особи, медіана доходів виносила 13 104 євро на одного особоспоживача